# Gustav Krötsch
Johann Gottlob Gustav K(G)röt(z)sch (* 14. April 1825 in Langendorf; † 20. Mai 1865 in Pforten) war ein deutscher Rittergutsbesitzer und Politiker.

## Leben
Krötsch war der Sohn des Anspanners Johann Gottlob Krötsch in Langendorf und dessen Ehefrau Johanne Eleonore geborene Schirmer aus Langendorf. Er war evangelisch-lutherischer Konfession und heiratete am 3. Juli 1862 in Untermhaus Emilie Antonie Oberländer (* 16. November 1732 in Cuba; † 2. Januar 1925 in Gera), die Tochter des Besitzers der Hausmühle Wilhelm Thuerecht Fürchtegott Oberländer in Untermhaus.
Krötsch war Rittergutsbesitzer auf Pforten und Zschippern.
Vom 18. Mai 1862 bis zum 5. April 1865 war er Abgeordneter im Landtag Reuß jüngerer Linie.